# Pantoja (jerga)
La pantoja es una jerga gremial que utilizaron los canteros de Cantabria (España) y muy especialmente los de Trasmiera. El lenguaje está compuesto en su mayoría por giros vascos o seudovascos, ligeramente deformados.

## Origen
En su origen esta jerga fue introducida por los canteros de Marquina-Jeméin (Vizcaya) que trabajaron en muchas ocasiones con los de Trasmiera. Fueron introducidos en dicha jerga no solo aquellos vocablos específicos del trabajo de cantería, sino giros de otra índole y de un habla popular cotidiana. La mayoría de las voces quedaron, con el uso, más o menos alteradas entre los canteros trasmeranos. Algunas de las palabras de la pantoja fueron recogidas y copiadas por el vulgo ajeno al oficio de los canteros, pero en general no afectó mucho al lenguaje montañés. En la actualidad esta jerga está casi perdida en lo que se refiere a su uso y recuperada en parte gracias a los trabajos de los lingüistas.

## Variantes
En Asturias existe otra jerga particular de canteros llamada xiriga, así como una de caldereros en asturiano llamada bron. En Galicia la jerga de este oficio se llama latin dos canteiros o verbo argina.